# جانيس مين
جانيس مين (بالإنجليزية: Janice Min) هي صحفية أمريكية، ولدت في 13 أغسطس 1969 في أتلانتا في الولايات المتحدة.